# ماتسودایرا نوبویاسو

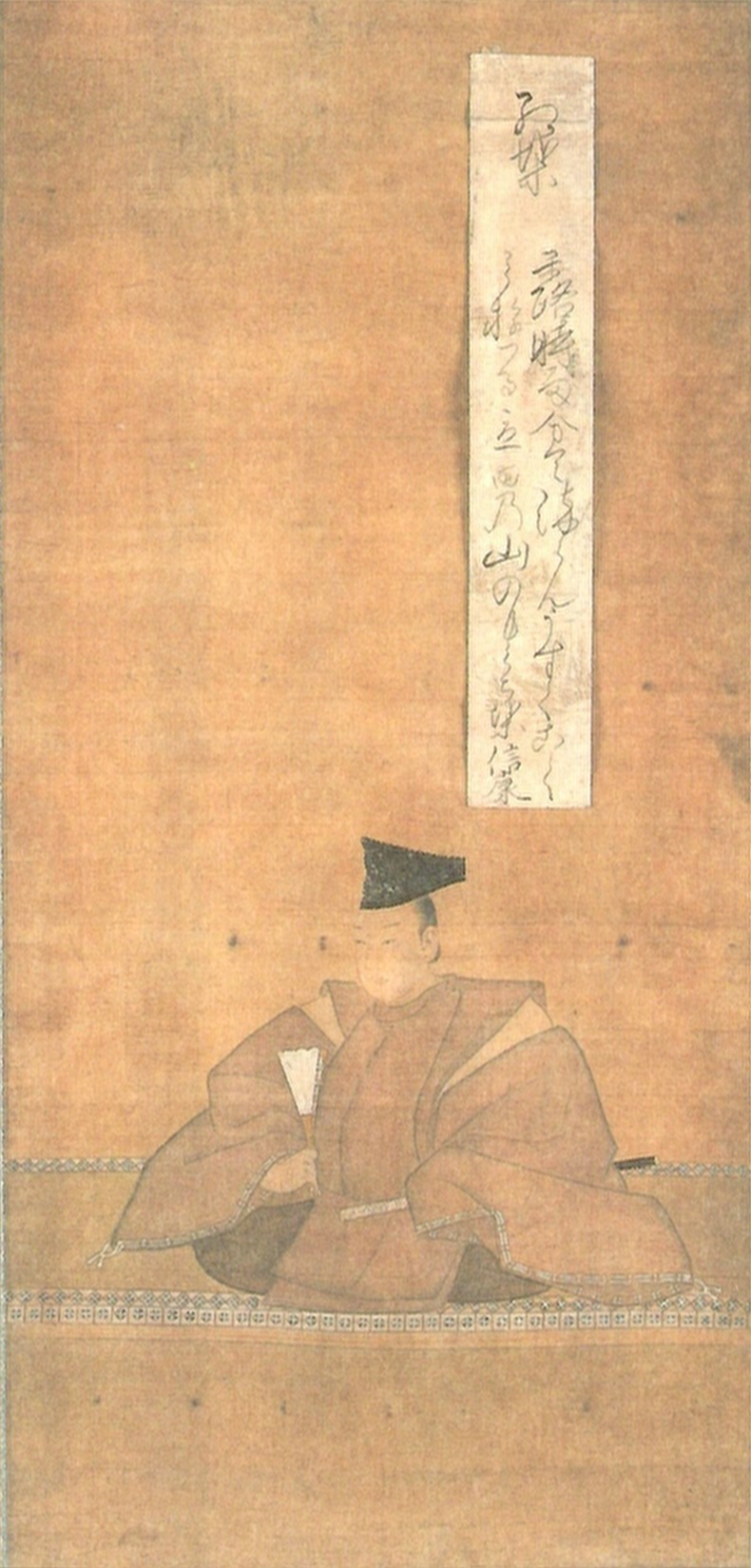
ماتسودایرا نوبویاسو

ماتسودایرا نوبویاسو (به ژاپنی: 松平 信康 Matsudaira Nobuyasu) ۱۳ آوریل ۱۵۵۹ – ۵ اکتبر ۱۵۷۹) بزرگترین پسر توکوگاوا ایه‌یاسو بود. نام دیگر او جیروسابورو (به ژاپنی: 次郎三郎) بود. از سال ۱۵۷۰ که او به اربابی قلعه اوکازاکی رسید، اوکازاکی سابورو نیز خوانده می‌شد. همچنین از آنجائیکه پسر توکوگاوا ایه‌یاسو بود اغلب بنام توکوگاوا نوبویاسو نیز خوانده می‌شد. مادر او تسوکی‌یاما-دونو خواهرزادهٔ ایماگاوا یوشیموتو (بزرگ خاندان ایماگاوا) بود.

## تولد
توکوگاوا ایه‌یاسو در سن ۱۶ سالگی با اولین همسرش، تسوکی‌یاما-دونو از خاندان ای، ازدواج کرد. این ازدواج به وسیلهٔ ایماگاوا یوشیموتو که برادرخواندهٔ مادرِ تسوکی‌یاما-دونو بود، به منظور تحکیم روابط بین خاندان ایماگاوا و خاندان ماتسودایرا ترتیب داده شده بود. دو سال بعد از ازدواج، اولین پسرش بنام ماتسودایرا نوبویاسو متولد شد و سال بعد از آن دخترش به نام کامه هیمه به دنیا آمد.

## پایان گروگانی
ایه‌یاسو که خاندان ایماگاوا را در حال افول می‌دید، تصمیم گرفت با اودا نوبوناگا متحد شود. او در سال ۱۵۶۲ به محل اقامت اودا نوبوناگا در قلعه کیوسو رفت و با او قرارداد وحدتی به نام «اتحاد کیوسو» امضا کرد. در این زمان همسر اصلی او تسوکی‌یاما-دونو و نوبویاسو و کامه هیمه تحت نظر خاندان ایماگاوا در سونپو بودند. ایه‌یاسو توانست در محاصره قلعه کامینوگو این قلعه را تصرف کند. همسر فرماندار این قلعه خواهر یوشیموتو ایماگاوا بود. ایه‌یاسو دو پسر فرماندار کامینوگو را به اسارت گرفت و بدین ترتیب توانست همسر و فرزندانش را با دو خواهرزادهٔ یوشیموتو ایماگاوا مبادله کند.

## نقل مکان پدر به قلعه هاماماتسو

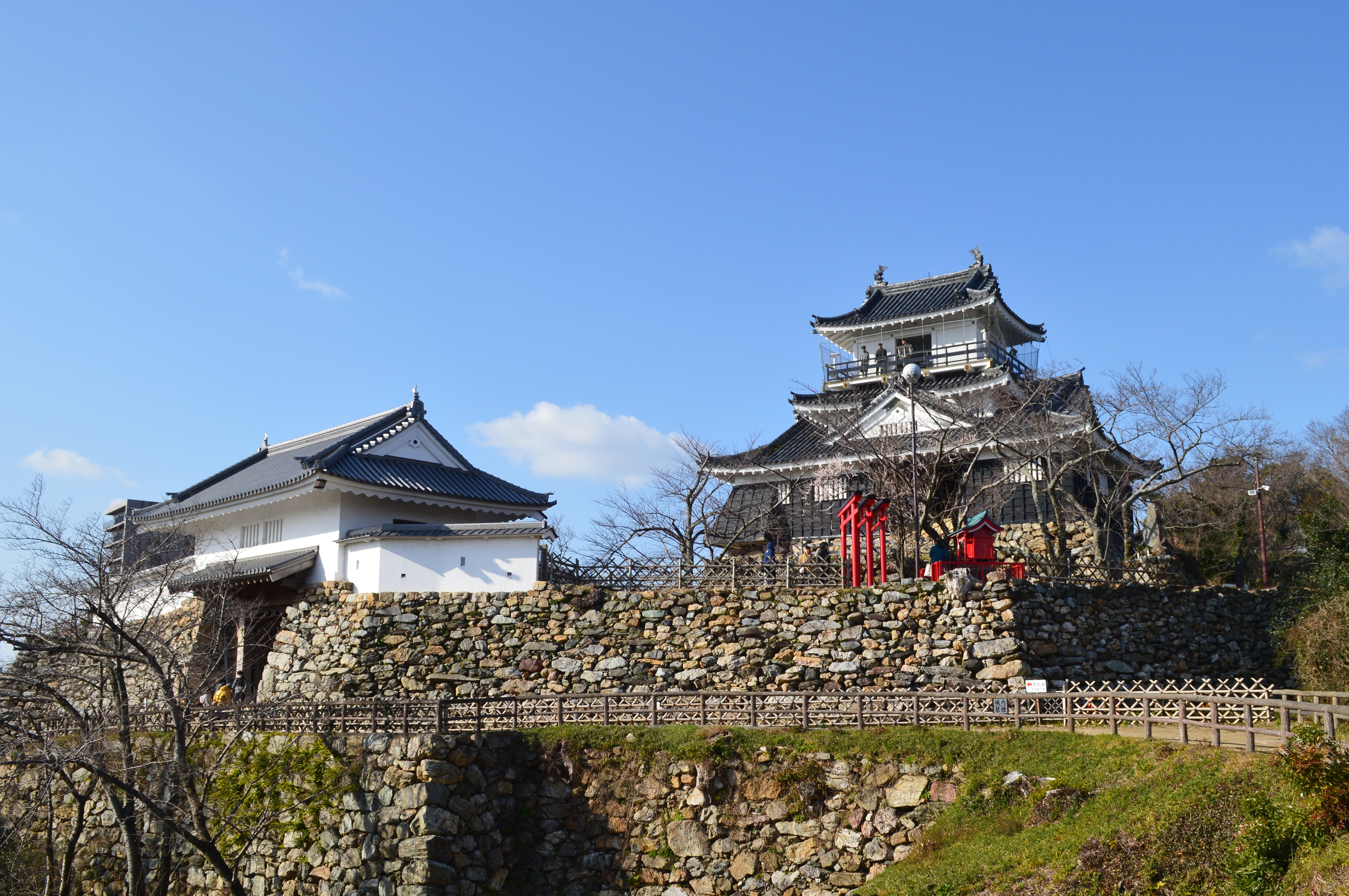
قلعه هاماماتسو محل اقامت توکوگاوا ایه‌یاسو در شهر هاماماتسو کنونی

پس از نابودی خاندان ایماگاوا توسط اودا نوبوناگا، در سال ۱۵۷۰ ایه‌یاسو قلعهٔ جدید و مستحکمی در ولایت تازه تصاحب‌شدهٔ توتومی (استان شیزوئوکا، شهر هاماماتسو کنونی) به نام هاماماتسو ساخت. او همسر اصلی و پسر ارشدش، نوبویاسو را در قلعه اوکازاکی باقی گذاشته و خود به قلعهٔ هاماماتسو نقل مکان کرد.

## ازدواج
در سال ۱۵۶۷ برای تحکیم اتحاد سیاسی بین دو خاندان، پسر ایه‌یاسو، نوبویاسو با دختر اودا نوبوناگا، توکوهیمه در حالی که هر دو تنها ۹ سال داشتند، ازدواج کردند.

## اعدام نوبویاسو
در روز سوم از ماه هشتم ۱۵۷۹ ایه‌یاسو به قلعه اوکازاکی رفت و روز بعد ایه‌تادا از این قلعه بیرون رفت و به قلعه اوهاما منتقل شد سپس به قلعه هوریئه (堀江城) و در آخر روز ۱۵ از ماه نهم در قلعه فوتاماتا هاراکیری انجام داد در هنگام مرگ ۲۰ سال داشت.

### فرضیه دستور نوبوناگا، فرضیه رایج
بر طبق نوشته میکاوا مونوگاتاری که در دوره ادو نگاشته شده‌است، در سال ۱۵۷۹ توکوهیمه (همسر نوبویاسو) که روابط خوبی با مادر شوهرش نداشت، در نامه‌ای به پدرش، اودا نوبوناگا، نوشت و توسط یک مأمور به نوبوناگا رسانده شد. این نامه ۱۲ بخش داشت و حاوی این بود که شوهر وی رفتار خوبی ندارد و مادرشوهر او پنهانی با تاکدا کاتسویوری در مکاتبه است. نوبوناگا در مورد صحت این اطلاعات از ساکای تاداتسوگو و اوکوبو تادایو که همراه هم به قلعه آزوچی رفته بودند پرس و جو کرد اما ساکای تاداتسوگو هیچ دفاعی از نوبویاسو نکرد و بدین ترتیب صحت نوشته را تأیید کرد. در آن زمان تاکدا کاتسویوری یکی از بدترین دشمنان پدرش بود. نوبوناگا این ظن خیانت را به متحد خود ایه‌یاسو اطلاع داد و خواستار اعدام همسر اصلی ایه‌یاسو تسوکی‌یاما-دونو و پسر ارشدش نوبویاسو شد. به علت اینکه برای ایه‌یاسو حفظ اتحاد با نوبوناگا بسیار ضروری بود، فرمان نوبوناگا کاملاً جدی گرفته شد. ایه‌یاسو نهمین نسل از خاندان ماتسودایرا بود که بر ولایت میکاوا حکمرانی می‌کردند. او نمی‌خواست با سرکشی کردن از دستور نوبوناگا موجب نابودی این خاندان شود؛ بنابراین به دستور او نخست در روز ۲۹ از ماه هشتم سال ۱۵۷۹ همسرش در هنگامی که به طرف قلعه فوتاماتا برده می‌شد، توسط ملازم ایه‌یاسو کشته شد و کمی بعد در روز ۱۵ از ماه نهم؛ نوبویاسو در همان قلعه ای که مدتی در آن حبس شده بود (قلعه فوتاماتا)، وادار به انجام هاراکیری شد. ایه‌یاسو سپس پسر سوم و مورد علاقه خود توکوگاوا هیده‌تادا را به عنوان جانشین برگزید.

### تردید در مورد فرضیه رایج
به نظر می‌رسد درگیری نوبویاسو با توکوهیمه طبق خاطرات ایه‌تادا نوشته ماتسودایرا ایه‌تادا درست باشد، اما در اینکه نوبوناگا فقط به دلیل بی صداقتی یا بدرفتاری با دخترش سعی در کشتن دامادش نوبویاسو را کرده باشد، جای تردید است. علاوه بر این، به نظر نمی‌رسید نوبوناگا در این زمان که درگیر جنگ با دیگر دایمیوها بود متحد خود ایه‌یاسو را مجبور به اتخاذ چنین عملی کرده باشد. همچنین ساکای تاداتسوگو که در فرضیه رایج به نحوی در کشته شدن نوبویاسو تأثیر داشت. پس از مرگ نوبویاسو در سمت ملازم ارشد خانواده توکوگاوا باقی ماند و سه سال بعد، پس از تصرف شینانو به عنوان مدیر اجرایی سرزمین جدید منصوب شد.

### فرضیه سوءرفتار نوبویاسو و مادرش
به عنوان مسئله ای که موجب رنج ایه‌یاسو بود، در هر دو کتاب خاطرات ماتسودایرا و میکاوا گو فودو مفصل در مورد رفتار ناشایست نوبویاسو و تسوکی‌یاما-دونو مواردی درج شده‌است.
- نوبویاسو دارای طبع قوی و رفتار خشونت‌آمیزی بیش از حد معمول بود.
- نوبویاسو در هنگام رقص بن اودوری در ولایت میکاوا، افرادی که لباس فقیرانه داشتند یا کسانی که در رقصیدن ناشی بودند را با تیر و کمان به عنوان تفریح مورد اصابت قرار داد و سپس استدلال کرد که آنان دشمن بودند.
- در هنگام شکار یک شاهین، یک راهب را با طناب بست و او را کشت (سپس استدلال کرد که چون من از راهبی که هنگام رفتن به شکار به او برخوردم عصبانی بودم زیرا به کنفوسیوس اعتقاد داشتم که گفته‌است هنگام شکار اگر به یک راهب برخورد کنی، شکار کمتری خواهی گرفت). نوبویاسو بعداً برای این امر عذرخواهی کرد.
- نوبویاسو از همسرش توکوهیمه عصبانی بود زیرا هر دو فرزندش دختر بودند و این زوج سرد شدند؛ و غیره
- در «تودایکی»، ایه‌یاسو همچنین اظهار داشته که پسرش با خادمان رفتار ظالمانه‌ای داشته‌است.

همسر اصلی ایه‌یاسو، تسوکی‌یاما، از اینکه ایه‌یاسو به خاندان ایماگاوا خیانت کرده و به خاندان اودا پیوسته بود و موجب هاراکیری و مرگ پدر و مادر وی به دستور این خاندان شده بود عصبانی بود و از ایه‌یاسو تنفر شدیدی پیدا کرده بود. همچنین گفته شده که او یک پزشک چینی بنام گنکئو را از ولایت کای برای خدمت نزد خود خوانده بود و با وی روابط داشت. از طرف دیگر، یک نظریه نیز وجود دارد که روابط با پزشک چینی یک افترا است که جهت تحقیر تسوکی‌یاما ساخته شده‌است. همچنین احتمال اینکه تسوکی‌یاما مخفیانه با خاندان تاکدا ارتباط داشته زیاد است.

### فرضیه اختلاف بین پدر و پسر
در سال‌های اخیر، این نظریه مبنی بر اینکه اختلاف بین ایه‌یاسو و نوبویاسو وجود داشته، ارائه شده و بیشتر از اینکه دستور کشتن نوبویاسو به دستور نوبوناگا بوده، مطرح است.
نوبوناگا در "دفتر خاطرات آزوچی" (باستانی‌ترین و معتبرترین اسناد نوبوناگا) و نوبوناگا کوکی ننوشته‌است که "نوبویاسو را بکش". نوبوناگا با در نظر گرفتن احساسات درونی ایه‌یاسو به وی پاسخ داده که: "مطابق با فکر و نظر خودت اقدام کن." به عبارت دیگر، ایه‌یاسو همسر و نوبویاسو را به علتی مربوط به خود به خاک سپرده‌است. علاوه بر این، دلیل مجازات نوبویاسو "مخالف (= عصیان)" بوده‌است، احتمالاً ایه‌یاسو ساکای تاداتسوگو را به نزد نوبوناگا فرستاده زیرا بین ایه‌یاسو و نوبویاسو مشکلی وجود داشته و در این باره با پدر همسر نوبویاسو، یعنی نوبوناگا مشورت کرده‌است. خاطرات ایه‌تادا نوشته ماتسودایرا ایه‌تادا یک منبع بسیار مهم برای تحقیق در مورد وقایع دوره سنگوکو به‌شمار می‌رود. در خاطرات ایه‌تادا آمده‌است که ایه‌یاسو در ۲۲ سپتامبر ۱۵۷۸، یک سال قبل از وقوع حادثه، به ملازمان قلعه اوکازاکی گفته شده که در آینده ماندن و جمع شدن در قلعه اوکازاکی غیرضروری خواهد بود. به غیر از این هنگامی‌که ایه‌یاسو، نوبویاسو را از قلعه اوکازاکی بیرون راند و به حبس فرستاد، از ملازمان وی امضای کتبی گرفت که با نوبویاسو ارتباط برقرار نکنند. این نشان‌دهندهٔ اختلاف شدیدی است که بین پدر و پسر وجود داشته‌است.
در نبرد سکیگاهارا در هنگامی که اوضاع جنگ بر وفق مراد ایه‌یاسو نبود او گفت «اگر پسرم اینجا بود به چنین وضعیتی دچار نمی‌شدم» ملازمی که در نزدیک ایه‌یاسو بود گمان کرد منظور ایه‌یاسو پسرش  توکوگاوا هیده‌تادا  است که با سپاهی بزرگ قرار بود به محل جنگ برسد اما دیر رسیدن وی موجب خشم ایه‌یاسو شده بود. بنابر همین انگاره به وی پاسخ داد «فکر می‌کنم کم‌کم سپاه وی وارد شود» ایه‌یاسو پاسخ داد «منظورم این پسرم نیست.» ایه‌یاسو در اواخر عمر از کشتن نوبویاسو اظهار پشیمانی می‌کرد.

### فرضیه جناحی

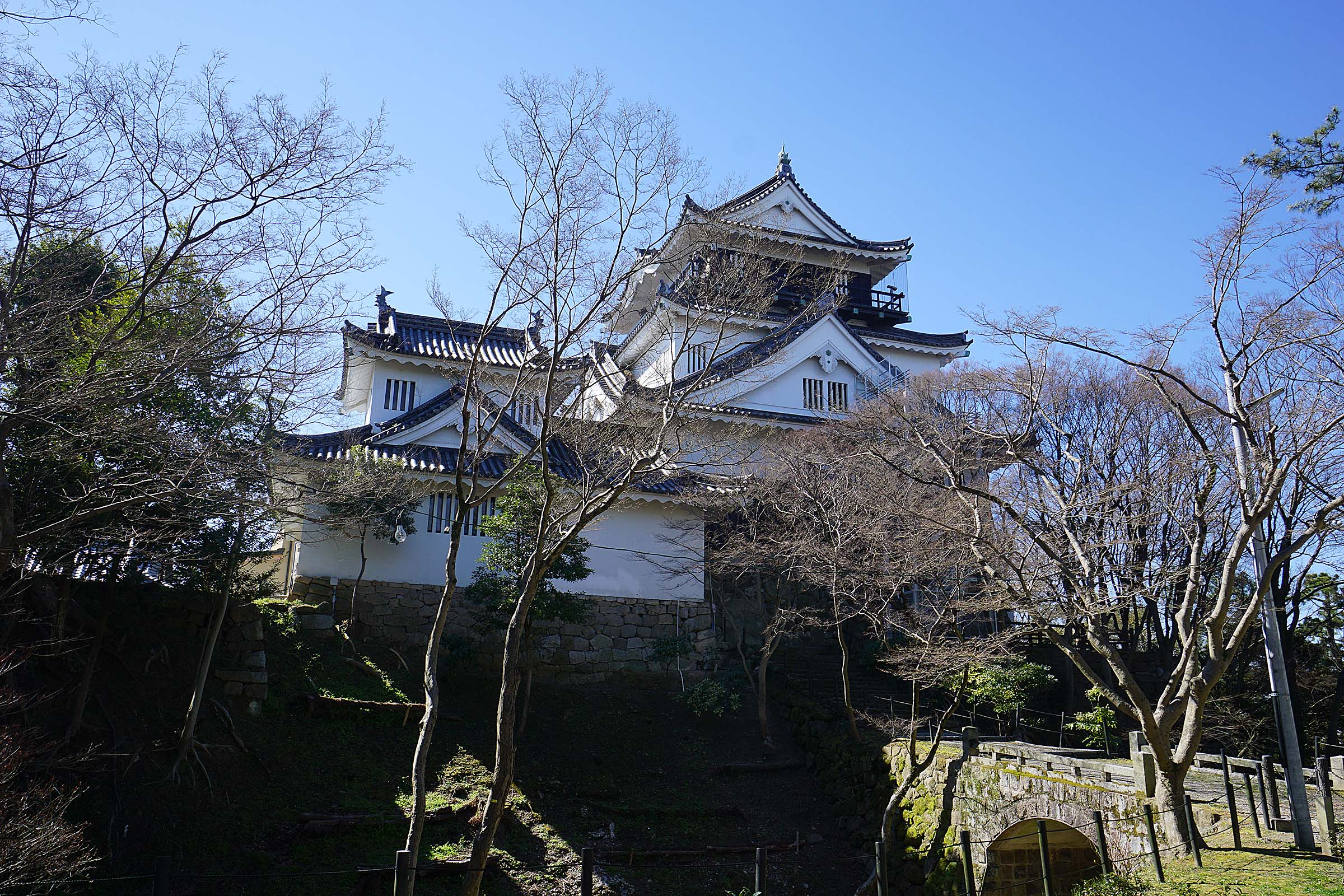
قلعه اوکازاکی در ولایت میکاوا محل اقامت نوبویاسو

تنکیو گورو نویسنده ژاپنی نوشته‌است که در این زمان در خاندان توکوگاوا نشانه‌هایی از تقسیم آن بر دو جناح دیده می‌شود. یک جناح در خط مقدم جبهه‌ها فعال بودند و فرصت‌های زیادی برای استفاده از مشاغل و پیشرفت شغلی داشتند و این جناح را «جناح قلعه هاماماتسو» نام گذاشته‌است. جناح دیگر «جناح قلعه اوکازاکی» بود و از کسانی تشکیل شده بود که به دلیل آسیب‌دیدگی و مشکل روابط خارجی (با خاندان اودا) نمی‌توانستند جنگ کنند. تقابل این دو جناح در نهایت به درگیری ایه‌یاسو و نوبویاسو که جناح اوکازاکی را رهبری می‌کرد انجامید و سرانجام این درگیری به کشته شدن نوبویاسو توسط هاتوری ماسانوری در حبس ختم شد. این حادثه به شورش تاکدا یوشی‌نوبو پسر ارشد تاکدا شینگن، بر ضد پدرش شباهت دارد. نوبویاسو قصد داشت با کمک جناح قلعه اوکازاکی، ایه‌یاسو را تبعید کند. ایه‌یاسو قبل و بعد از اعدام پسرش بسیاری از کسانی که در قلعه اوکازاکی کار می‌کردند را مجازات یا اعدام کرد و برخی نیز از این قلعه گریختند. به نظر می‌رسد که این مجازات‌ها و پاکسازی‌ها در اثر درگیری‌های جناحی رخ داده باشد. احتمالاً در انجام کودتایی که در قلعه اوکازاکی در جریان بود، همسر ایه‌یاسو نیز همکاری داشته‌است.
تاداگوچی کاتسوهیرو تاریخدان ژاپنی، نیز از فرضیه تنکیو گورو حمایت می‌کند.

### شخصیت
- نوبویاسو یک سامورایی برجسته و شجاع بود. از طرف دیگر شخصیت وحشی و بی رحمی داشت. (کتاب تاریخی میکاوا مونوگاتاری)
- در سال ۱۵۷۵ هنگامی‌که ایه‌یاسو قلعه کویاما را مورد حمله قرار داد نوبویاسو نیز با لشکر خود شرکت داشت و چنان جنگاوری از خود نشان داد که حتی تاکدا کاتسویوری را نیز به تعجب واداشت. پدرش ایه‌یاسو پس از این جنگ وی را ستود و گفت کاتسویوری اگر با صد هزار نفر نیز به جنگ بیاید باکی نیست. (کتاب تاریخی توکوگاوا جیکی)